# Drongo de la Sonda
El drongo de la Sonda (Dicrurus densus) és un ocell de la família dels dicrúrids (Dicruridae).

## Hàbitat i distribució
Habita la selva humida i manglars de les illes Petites de la Sonda, des de Sumbawa i Sumba cap a l'est fins Gunungapi, Wetar i Timor; Seram Laut, Watubela, Tanimbar i les illes Kai.